# Козловка (Інсарський район)
Козло́вка (рос. Козловка, ерз. Козловка) — село у складі Інсарського району Мордовії, Росія. Входить до складу Русько-Пайовського сільського поселення.
Населення — 14 осіб (2010; 50 у 2002).
Національний склад станом на 2002 рік:
- росіяни — 98 %

У селі народився Герой Соціалістичної праці Жмакін Федір Григорович (1930).